# I Dreamed a Dream
I Dreamed a Dream és l'àlbum de debut de la cantant escocesa Susan Boyle.

## Llista de cançons
1. "Wild Horses"
2. "I Dreamed a Dream"
3. "Cry Me a River"
4. "How Great Thou Art"
5. "You'll Se"
6. "Daydream Believer"
7. "Up to the Mountain"
8. "Amazing Grace"
9. "Who I Was Borne to Be"
10. "Proud"
11. "The End of the World"
12. "Silent Night"

## Guardons
Nominacions
- 2011: Grammy al millor àlbum de pop vocal